# Malcolm Williamson (Kryptologe)
Malcolm J. Williamson (* 2. November 1950; † 15. September 2015) war ein britischer Kryptologe.
Williamson war 1974 und 1975 als Mitarbeiter des britischen Government Communications Headquarters (GCHQ) an der Entwicklung eines asymmetrischen Verschlüsselungsverfahren beteiligt. Die theoretischen Vorarbeiten hatte ab 1969 James H. Ellis, ebenfalls Mitarbeiter des GCHQ geleistet. Der Durchbruch gelang 1973 Clifford Cocks.
Da die Verschlüsselungsmethode der Geheimhaltung unterlag, wurde das Verfahren 1975 bis 1977 von amerikanischen Wissenschaftlern als RSA-Kryptosystem ein zweites Mal erfunden.

## Leben
Williamson gewann 1968 als Schüler der Manchester Grammar School einen Goldpreis bei seiner Teilnahme an der Internationalen Mathematikolympiade in Moskau. Er studierte in Cambridge Mathematik und graduierte 1971. Nach einem Jahr an der Liverpooler Universität, arbeitete er bis 1982 für das GCHQ.